# Ливицкий, Николай Андреевич
Николай Андреевич Ливицкий (9 (22) января 1907, Жмеринка — 8 декабря 1989, Филадельфия, США) — украинский политический деятель и журналист, президент УНР в изгнании (1967—1989), сменил на этом посту Степана Витвицкого.

## Биография
В 1930-х годах в Варшаве и Женеве изучал экономику и журналистику.
В 1923—1939 был секретарем делегации правительства УНР в Лиге Наций.
Один из основателей и руководителей Украинского национального государственного союза (УНГС):
- заместитель председателя (с 1946),
- председатель (с 1951).

Некоторое время был редактором газеты «Мета» («Цель») Украинского информационного бюро в Мюнхене (1954—1957).
Умер 8 декабря 1989 года в г. Филадельфия. Похоронен на украинском православном кладбище в Саут-Баунд-Бруке, штат Нью-Джерси, США.

### Семья
Отец — Андрей Ливицкий, сестра — Наталья Ливицкая-Холодная.